# Каневский детинец
Каневский детинец — деревянный детинец древнерусского Канева, находившийся на Днепровской (Замковой) горе. До наших дней в перестроенном виде дошёл Георгиевский собор, построенный князем Всеволодом Ольговичем в 1144 году в каневском детинце. Площадка детинца с юго-восточной и северо-западной сторон защищена глубокими оврагами. По соседству с детинцем на горе Московка находился окольный город Канева, имевший треугольные очертания и делившийся на две части, меньшую из которых в литературе иногда также называют детинцем. Детинец был построен, видимо, не позднее XI века. В детинце археологами найдено много обломков древнерусской гончарной керамики XI—XIII веков. Детинец был разрушен в ходе монгольского нашествия на Русь. В эпоху Великого княжества Литовского на Днепровской горе была построена Каневская крепость.